# Čeřinka
Čeřinka, též známá jako Palachova propast, je propasťovitá jeskyně nacházející se v Českém krasu jižně od obce Bubovice na nedalekém vrcholu Paní hora. Objev jeskyně v roce 1969 zařadil tuto oblast mezi speleologicky významná místa Českého krasu.

## Historie a pojmenování
Jeskyně byla objevena na konci ledna 1969 poté, co byl při těžbě vápence ve stejnojmenném lomu Čeřinka odkryt vchod do propasti. První sestup do propasti a následný průzkum jeskyně byl proveden 9. února 1969 členy Krasové sekce.
Podle smutné události, která se v té době odehrála, pojmenovali objevitelé propast na počest Jana Palacha jako Palachova propast. Toto jméno však bylo brzy nato zakázáno a neprošel ani alternativní název Propast JP. Jeskyně byla následně označena normalizačním termínem Propast na Čeřince, z čehož se časem vžilo zkrácené pojmenování Čeřinka.

## Charakter jeskyně
Jeskyně je tvořena ve spodnodevonských vápencích stupně prag (kotýské, koněpruské, slivenecké, loděnické), ve kterých tvoří tři výškové horizonty, přičemž ten nejnižší bývá zaplavován jezerem. Prostory tvoří převážně strmě ukloněné chodby a puklinové dómy. Nejvýznamnějšími prostorami v jeskyni jsou Řícený dóm, Krápníková chodba a největší prostora v jeskyni, až 30 m vody zatopený Vodní dóm. Brzy po svém objevu se jeskyně zařadila mezi nejhlubší propasti v Čechách.

## Galerie

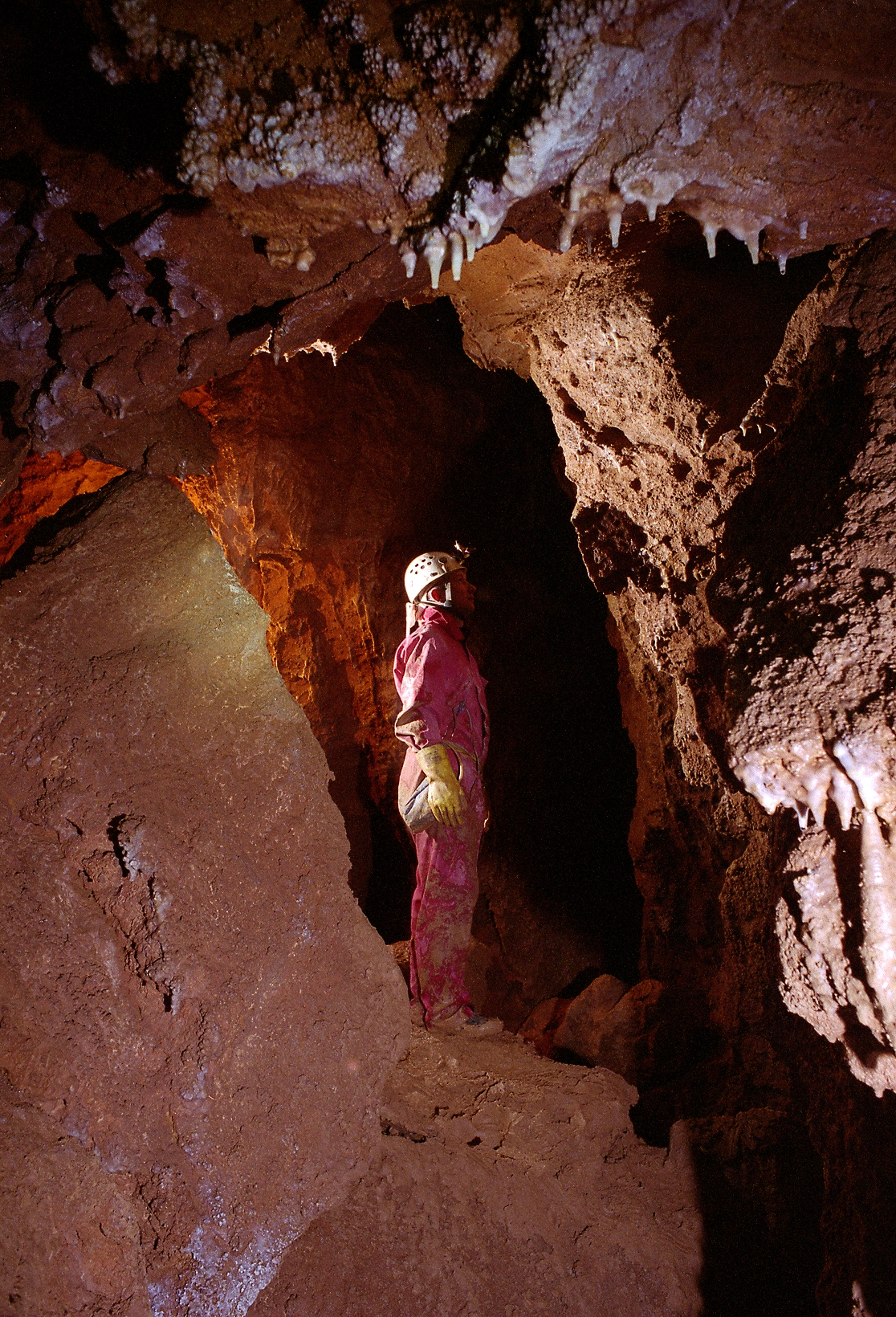
Řícený dóm
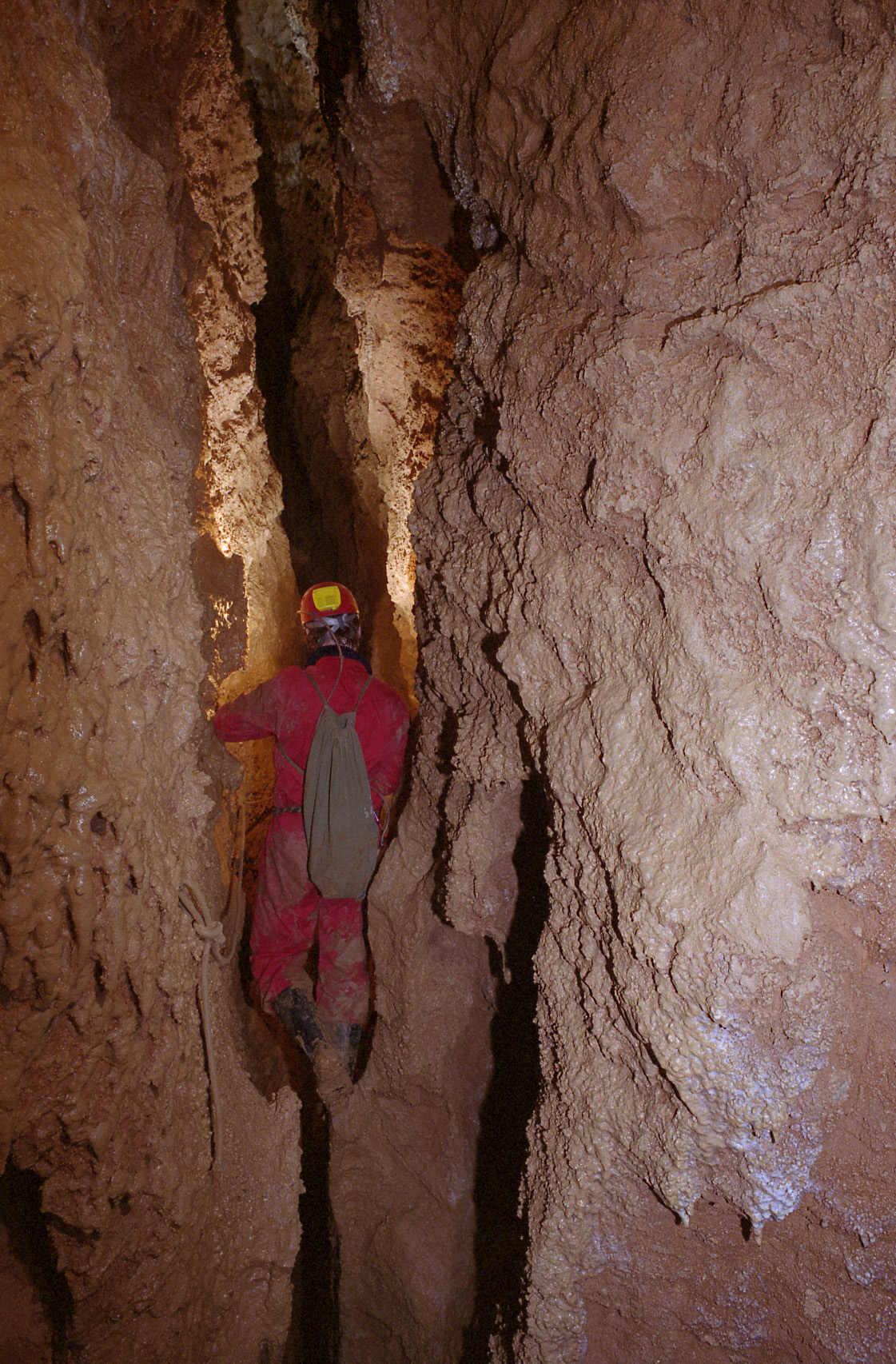
Centrální chodba
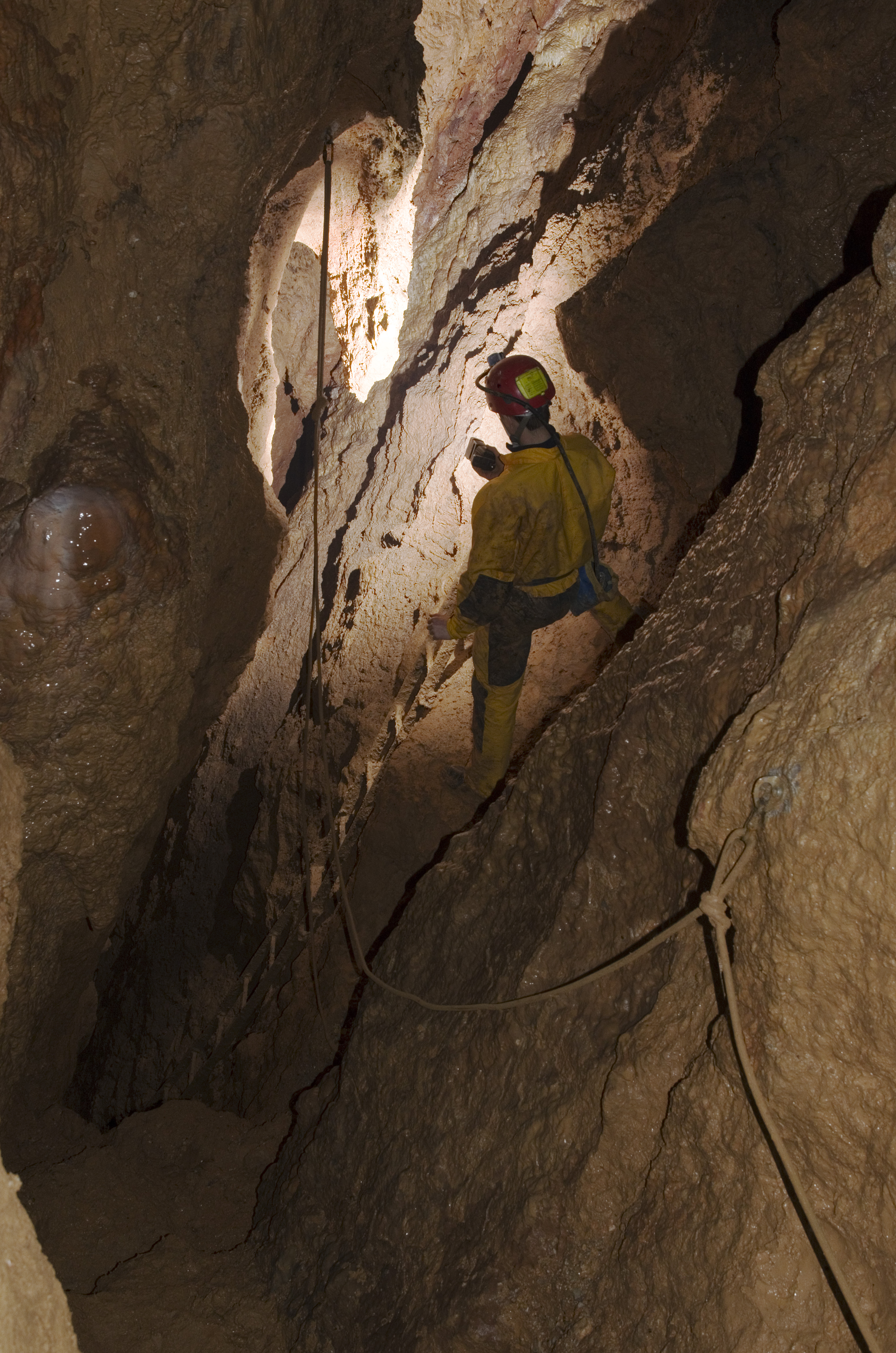
Čekaná
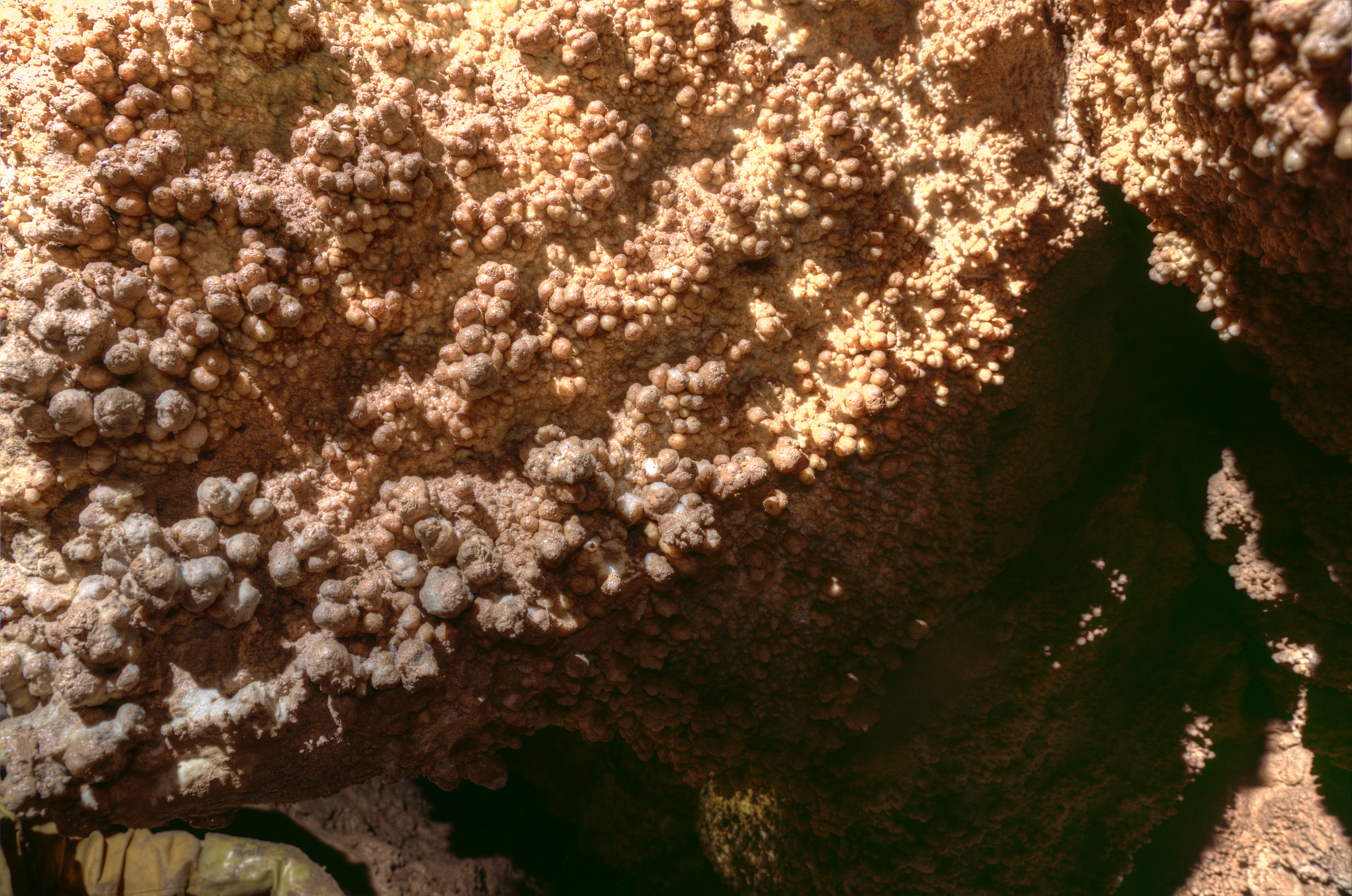
Pizolitová výzdoba